# Industria cinematografica di Chicago
L'industria cinematografica di Chicago è stata il più grande centro di produzione e di distribuzione cinematografica, prima che Hollywood assumesse il suo ruolo indiscusso di capitale del cinema statunitense.
Nei primi anni del Novecento, Chicago vantava il maggior numero di case di produzione e di registi. All'epoca, i film erano brevi cortometraggi in genere di un solo rullo e venivano sfornati a ritmi impressionanti per rifornire il mercato dei nickelodeon. Le case di produzione come la Essanay procuravano anche i mezzi per la proiezioni, diventando di fatto case di distribuzione.

## Case di produzione

### American Film Manufacturing Company
L'American Film Manufacturing Company venne fondata nel 1910 da Samuel Hutchinson, John Freuler, Charles J. Hite e Harry Aitken.

### Essanay
La Essanay Studios, fondata nel 1907 da George K. Spoor, fu una delle prime compagnie di successo a produrre film a Chicago, impiegando stelle dello schermo come Charlie Chaplin, Wallace Beery e Gloria Swanson (che a Chicago era nata).
Sempre a Chicago, Broncho Billy Anderson - cofondatore della Essanay - vi fece nascere il genere western, per poi spostare parte degli studi in California, a Fremont nel distretto di Niles. Gran parte della produzione della compagnia - che aveva la sua sede al 1333-45 di W. Argyle St - rimase comunque a Chicago, sotto la direzione di Spoor.

### Foster Photoplay Company
La Foster Photoplay Company, fondata nel 1910 a Chicago da William D. Foster, fu la prima casa di produzione afro-americana della storia del cinema.

### Selig Polyscope Company
Nel 1896, William Nicholas Selig vi aveva fondato la Selig Polyscope Company, una casa di produzione e distribuzione tra le più importanti negli anni dieci. Distribuì i primi film di Tom Mix, Harold Lloyd, Colleen Moore e Roscoe "Fatty" Arbuckle. Benché la Selig abbia prodotto ogni genere di film, la società è conosciuta soprattutto per i cortometraggi naturistici sul mondo degli animali selvaggi, per i film storici e per i primi western.
L'espediente narrativo che prenderà il nome di cliffhanger è nato in un film della Selig, il serial The Adventures of Kathlyn. La compagnia subì un crollo durante la prima guerra mondiale e, in seguito, fu costretta a chiudere.